# オーバーツェント
オーバーツェント (ドイツ語: Oberzent) は、ドイツ連邦共和国ヘッセン州ダルムシュタット行政管区のオーデンヴァルト郡に属す市である。2018年1月1日に、ベーアフェルデン市とヘッセネック、ローテンベルク、ゼンスバッハタールが合併して成立した。市の面積 165.5 km2 は、郡全体の 1/4 にあたり、フランクフルト・アム・マイン、ヴィースバーデンに次いでヘッセン州で3番目に広い市である。この合併は、1979年のヘッセン州の地域再編以後、州で最初の市町村再編である。2023年12月31日現在の市域に当たる人口の総計は10,129人である。

## 名称
「オーバーツェント」は、ベーアフェルデンを首邑とするヘッセン州オーデンヴァルト郡南部の伝統的な呼称である。この名称は中世の裁判管区（行政単位）である「ツェント」に由来する。このツェント裁判所に関するものとして、ドイツ連邦内に現存する最大の絞首台「ベーアフェルダー・ガルゲン」がある。この地域は現在、モッサウタールを含めて「ベーアフェルダー・ラント」として観光に売り出している。この地域名は学校「オーバーツェント＝シューレ」の由来になったものとしてベーアフェルデンの父兄の間では親しまれていた。ベーアフェルデンのオーバーツェント博物館は市や地域の歴史を紹介している。この他にも、この地域にはこの名称を使ったクラブが多くある。
オーバーツェントと境を接するミヒェルシュタット周辺のオーデンヴァルト郡北部はしばしば「ウンターツェント」と呼ばれる。しかしこの呼称は歴史的には根拠が見つけられず、近代以降に呼ばれるようになったものである。

## 地理

### 隣接する市町村
オーバーツェントは、北はモッサウタール、エアバッハ（ともにオーデンヴァルト郡）およびキルヒツェル（バイエルン州ミルテンベルク郡）、東はムーダウ（バーデン＝ヴュルテンベルク州ネッカー＝オーデンヴァルト郡）、南はヒルシュホルン（ヘッセン州ベルクシュトラーセ郡）およびエーバーバッハ（バーデン＝ヴュルテンベルク州ライン＝ネッカー郡）、西はヴァルト＝ミヒェルバッハ（ヘッセン州ベルクシュトラーセ郡）と境を接している。

### 市の構成
オーバーツェント市は、以下の市区から構成されている。
| - アイルレンバッハ - ベーアフェルデン - エッツェアン - ファルケン＝ゲゼス - フィンケンバッハ | - ガンメルスバッハ - ヘプシュタール - ヘッセルバッハ - ヘッツバッハ - ヒンターバッハ | - カイルバッハ - コールテルスヒュッテ - オーバー＝ハインブルン - オーバー＝ゼンスバッハ - オルフェン | - ラウバッハ - ローテンベルク - シェレンバッハ - ウンター＝ゼンスバッハ |

19の市区を有するオーバーツェントは、ハイデンロートと並んでヘッセン州で最も市区数の多い市である。

## 歴史
2000年から2014年までの間にベーアフェルデンでは200人分 (13 %) の職場が失われた。1990年から2015年までの間に人口は約 10 % 減少した。この間ドイツの人口は約 1.8 % 増加した。本市に含まれるベーアフェルデン以外の町村でも同様で、この25年間にオーバーツェントの人口は 1,140人減少した。
2016年3月6日にベーアフェルデン、ヘッセネック、ローテンベルク、ゼンスバッハタールの4市町村で、市町村統合の是非を問う住民投票が行われた。4市町村いずれにおいても統合して「オーバーツェント」を形成することへの賛成票が多数を獲得し、2018年1月1日に発効することとなった。2017年5月2日、4市町村長は、これに必要な市町村境変更協定を締結した。新しい自治体の条例は、2017年9月13日にヘッセン州内務大臣ペーター・ボイトおよびダルムシュタット行政管区長官ブリギッテ・リントシャイトによって承認された。
2018年1月1日の合併成立時の（暫定的な）市長はヘッセン州政府によってエゴン・ショイアーマンが指名された。2018年5月28日に行われた市長選挙決選投票でクリスティアン・ケーラーが当選し、同年7月1日から6年間の任期に就く。

## 行政

### 紋章
図柄: 斜め四分割。上部は銀地に黒い鹿の角。角の間に赤いオークの実。向かって左は赤地で白いアーチの上に白い十字架。両脇に6つの突起がある銀の星。向かって右は赤地に銀の輪。下部は銀地に、赤い舌と爪を見せて直立する黒い熊。
この紋章は、ヘッセンの紋章研究家ディーター・クリーガーがデザインした。